# Luis Eduardo Reyes
Luis Eduardo Reyes (Candelaria, 27 gennaio 1954) è un ex calciatore colombiano, di ruolo difensore.

## Carriera

### Club
Ha sempre giocato nella massima serie colombiana con l'América Cali.

### Nazionale
Ha fatto parte della nazionale colombiana dal 1979 al 1985, prendendo parte alla Copa América 1979.

## Palmarès

### Club

#### Competizioni nazionali
- Campionato colombiano: 6

América de Cali: 1979, 1982, 1983, 1984, 1985, 1986